# 아일랜드 연극
아일랜드의 연극 역사는 19세기 말 아일랜드 문예부흥운동과 더불어 시작되었다. 아일랜드에 중세 전통극이 없었던 것은 아니었으나, 19세기 말 더블린연극은 이미 전통과는 완전히 단절되었다. 다만 영국에서 온 순회극단의 영국 연극만이 판을 치고 있었다. 이러한 상황에서 진정한 아일랜드 극작가를 키우고, 참된 아일랜드 연극을 발전시키기 위해서 예이츠는 그레고리 부인(Lady Gregory, 1852-1932)과 함께 아일랜드극 국민운동을 전개했는데, 그 결실로 1899년 '아일랜드 문예극장'(The Irish Literary Theatre)이 조직되었다. 이 협회는 그 후 배우인 페이(Fay) 형제의 협조를 얻어 아일랜드 국민극협회(The Irish National Dramatis Society, 1902)로 재조직되었고, 1904년에는 호니마 여사(Miss Horniman)의 도움으로 전용극장인 애비 극장(The Abbey Theatre)을 갖게 되었다. 이로써 아일랜드 연극운동은 본궤도에 오르게 되었고 애비극단은 런던순회공연 이후 레퍼토리 극단으로 세계적 명성을 얻었다.
이 극단의 초기 공연작품은 극단의 창립인인 예이츠, 그레고리 부인, 마틴(Edward Martyn, 1859-1924) 등의 희곡이었지만, 곧이어 싱이 출현, 20세기 첫 10년간을 완전히 지배하였다. 그의 작품은 아일랜드의 소박한 농민으로부터 소재를 얻고, 그들이 사용하는 언어를 그대로 구사한 사실적인 작품이지만, 그의 비상한 시적 상상력은 그의 작품을 협소한 지역성에서 초월하게 해주었고, 그의 대사를 거의 시의 경지로 승화시켜 주었다. 싱에 이어 애비가 배출한 유능한 신인 작가로는 레녹스 로빈슨(Lennox Robinson, 1886-1958)과 어번(St. John Ervine, 1883-71)이 있지만, 싱 이후 '애비'의 희망을 부활시켜 준 작가는 오케이시였다. 그는 20년대의 대표적인 극작가로서, 도시의 가난한 노동자의 생활상을 희극적이면서도 비극적으로 그려 나갔는데, 그 생생하고 활력에 찬 언어 등은 20세기의 뛰어난 극작가로서 손색이 없다.
1928년은 아일랜드 연극 발전에 중요한 의의를 갖는 해로서, 이 해에 '더블린 게이트 시어터'(The Dublin Gate Theatre)'가 창설되었다. 실험적인 레퍼토리 극단으로서 '게이트 시어터'는 주로 구미(歐美) 및 아일랜드의 실험적인 작품을 공연하는 한편, 셰익스피어와 그리스의 고전들을 재공연했는데, 그 중 대표적인 작가가 30년대를 수놓은 데니스 존스턴, 폴 빈센트 캐롤(Paul Vincent Carrol, 1900-?), 레녹스 로빈슨 등이었다. 특히 존스턴은 최초로 표현주의 작품을 써서 사실풍의 민족연극이 지배하던 아일랜드연극에 처음으로 유럽 현대극의 새로운 경향을 도입시켰고, 그것은 후대에 많은 영향을 미쳤다.
그 밖에 기억해둘 만한 극단으로는 '얼스터 문예극장'(Ulster Literary Theatre)이 있다. 이 극단은 1904년에 설립되었고, 후에 '그룹 시어터'(1939)로 바뀌었는데, 남부의 '애비극단'과 맞먹는 북아일랜드연극의 중심부가 되었다. 여기에서 배출된 샘 톰슨(Sam Thompson, 1916-1965), 토멜티(Joseph Tomelty, 1911- ), 프리엘은 현대 아일랜드의 대표적인 극작가들이다. 그리고 이 극단에서 갈라져 나간 '서정극장'(The Lyric Theatre, 1942)은 예이츠의 시극(詩劇)을 재공연함과 동시에, 아일랜드의 현존 최고 시인인 오스틴 클라크(Austin Clarke, 1896-?)의 시극들을 계속 발표했다.
2차대전 후 아일랜드극은 대체로 저조하여 예이츠, 싱, 오케이시에 비견할 만한 작가가 없고, 또한 대담한 실험정신을 발휘한 작가도 드물다. 그러나 이 가운데 비언만은 전후 최고의 작가로서 아일랜드극의 사실적 전통을 거부한 그의 극은 영어로 씌어진 현대의 가장 우수한 희곡에 들어간다. 이외에 현재 생존하고 있는 극작가로서 현대극에 중요한 공헌을 하고 있는 작가는 토착성을 매우 진하게 담고 있는 존 킨(John Keane, 1928- )과 몰로이(Michael Molloy, 1917- )이다. 그리고 아일랜드에서 거주하고 있지는 않지만 아일랜드 출신이며 노벨상을 받은 베케트가 꾸준한 활동을 하였다.

## 아일랜드의 아마추어 연극
에이레와 북아일랜드에는 상당한 아마추어 활동이 전개되고 있다. 벨파스트에서 가장 중요한 그룹은 오말레이(Mary O' Malley) 부인이 설립한 리릭 플레이어스(The Lyric Players, 1951)로, 아일랜드의 시극을 장려할 뿐만 아니라 그리스 고전파 현대의 유럽극도 공연하고 있다. 이 그룹은 또한 신인배우를 양성하기 위해 연극학교도 운영하고 있다. 에이레의 아마추어 연극 중심부는 '아일랜드 아마추어 연극협회'로서, 산하에 7백여 개의 극단을 가지고 있으며, 해마다 '더블린 드라마 페스티벌'을 개최하고 있는데, 공연성과로 국제적 주목을 끌고 있으며, 아일랜드 극계에 활력을 불어넣어 주는 원동력이 되고 있다.

## 같이 보기
- 아일랜드 문학

## 참고 자료
- 이 문서에는 다음커뮤니케이션(현 카카오)에서 GFDL 또는 CC-SA 라이선스로 배포한 글로벌 세계대백과사전의 내용을 기초로 작성된 글이 포함되어 있습니다.